# Fourdrinoy
Fourdrinoy est une commune française située dans le département de la Somme, en région Hauts-de-France.

## Géographie

### Localisation
Fourdrinoy est un village picard de l'Amiénois.
À vol d'oiseau, la localité est située à 7 km à l'est d'Ailly-sur-Somme, 14 km à l'ouest d'Amiens et à 29 km au sud-est d'Abbeville.
Le territoire de la commune est limitrophe de ceux de six communes.
Les communes limitrophes sont  Cavillon, Crouy-Saint-Pierre, Le Mesge, Picquigny, Saisseval et Soues.

### Hydrographie
La commune est située dans le bassin Artois-Picardie. Elle n'est drainée par aucun cours d'eau.

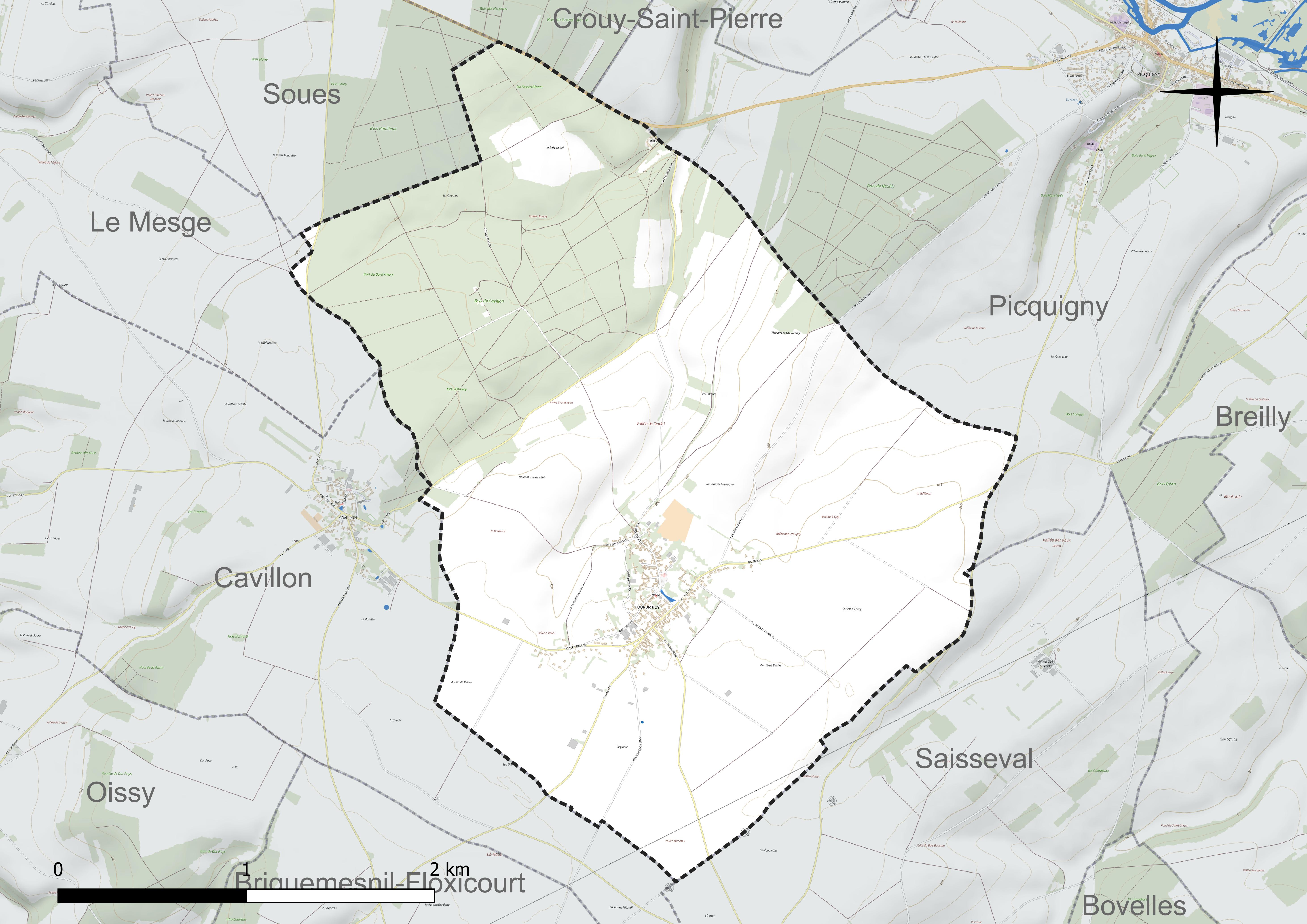
Réseau hydrographique de Fourdrinoy.

### Climat
Pour des articles plus généraux, voir Climat des Hauts-de-France et Climat de la Somme.
En 2010, le climat de la commune est de type climat océanique dégradé des plaines du Centre et du Nord, selon une étude du CNRS s'appuyant sur une série de données couvrant la période 1971-2000. En 2020, Météo-France publie une typologie des climats de la France métropolitaine dans laquelle la commune est exposée à un climat océanique et est dans la région climatique Côtes de la Manche orientale, caractérisée par un faible ensoleillement (1 550 h/an) ; forte humidité de l'air (plus de 20 h/jour avec humidité relative > 80 % en hiver), vents forts fréquents.
Pour la période 1971-2000, la température annuelle moyenne est de 10,3 °C, avec une amplitude thermique annuelle de 13,8 °C. Le cumul annuel moyen de précipitations est de 743 mm, avec 12,5 jours de précipitations en janvier et 8,7 jours en juillet. Pour la période 1991-2020, la température moyenne annuelle observée sur la station météorologique la plus proche, située sur la commune de Glisy à 21 km à vol d'oiseau, est de 11,1 °C et le cumul annuel moyen de précipitations est de 646,6 mm,. Pour l'avenir, les paramètres climatiques de la commune estimés pour 2050 selon différents scénarios d'émission de gaz à effet de serre sont consultables sur un site dédié publié par Météo-France en novembre 2022.

## Urbanisme

### Typologie
Au 1er janvier 2024, Fourdrinoy est catégorisée commune rurale à habitat dispersé, selon la nouvelle grille communale de densité à sept niveaux définie par l'Insee en 2022.
Elle est située hors unité urbaine. Par ailleurs la commune fait partie de l'aire d'attraction d'Amiens, dont elle est une commune de la couronne,. Cette aire, qui regroupe 369 communes, est catégorisée dans les aires de 200 000 à moins de 700 000 habitants,.

### Occupation des sols
L'occupation des sols de la commune, telle qu'elle ressort de la base de données européenne d'occupation biophysique des sols Corine Land Cover (CLC), est marquée par l'importance des territoires agricoles (64,9 % en 2018), une proportion sensiblement équivalente à celle de 1990 (65,6 %). La répartition détaillée en 2018 est la suivante : 
terres arables (64,8 %), forêts (28,4 %), zones urbanisées (3,7 %), milieux à végétation arbustive et/ou herbacée (3 %), zones agricoles hétérogènes (0,1 %). L'évolution de l'occupation des sols de la commune et de ses infrastructures peut être observée sur les différentes représentations cartographiques du territoire : la carte de Cassini (XVIIIe siècle), la carte d'état-major (1820-1866) et les cartes ou photos aériennes de l'IGN pour la période actuelle (1950 à aujourd'hui).

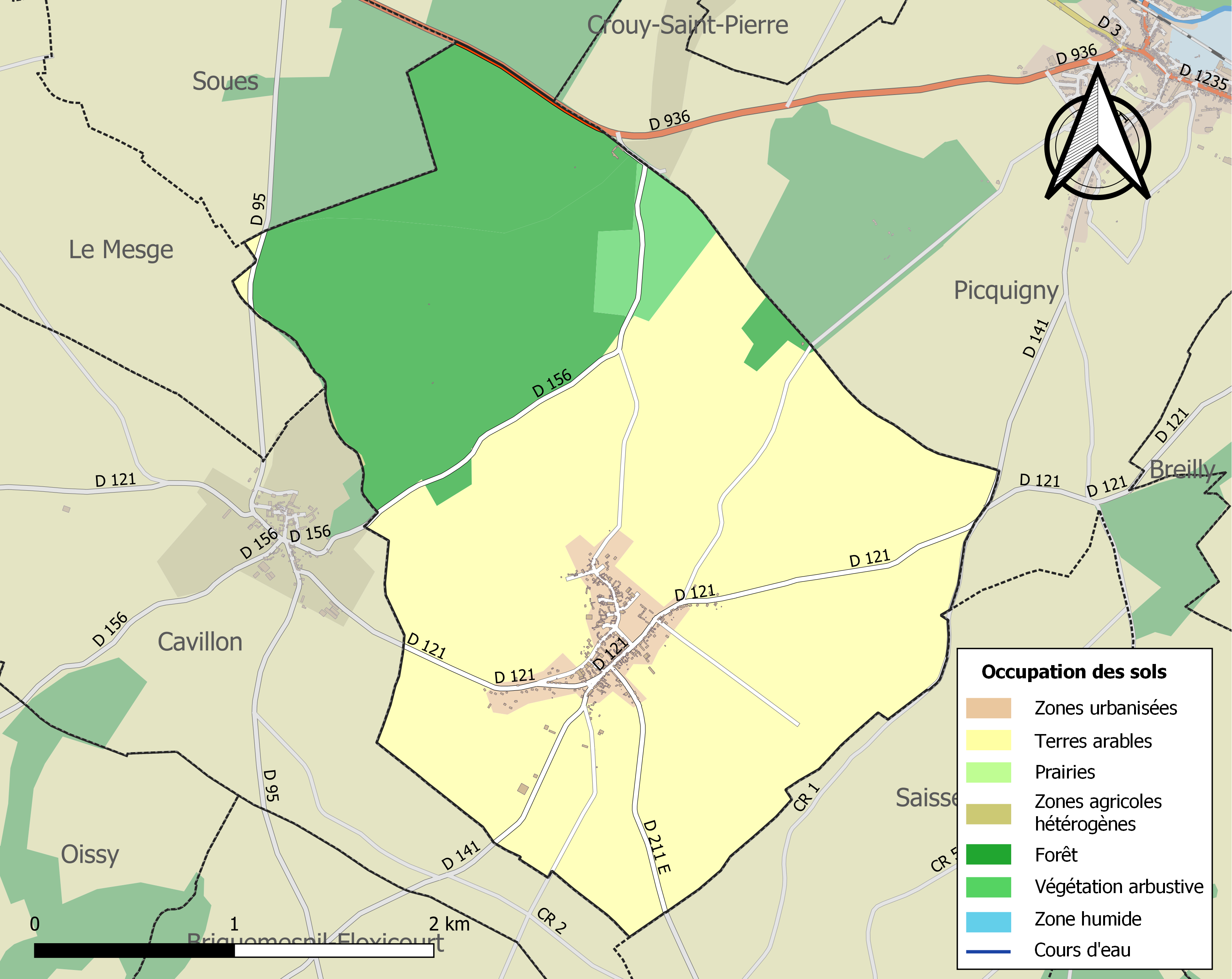
Carte des infrastructures et de l'occupation des sols de la commune en 2018 (CLC).

### Voies de communication et transports
Son territoire est limité au nord par l'ex-RN 336 (actuelle RD 936), qui lui donne un accès aisé à Amiens.
En 2019, la localité est desservie par la ligne d'autocars no 1 (Mers-lès-Bains - Oisemont - Amiens) du réseau Trans'80, Hauts-de-France, chaque jour de la semaine sauf le dimanche et les jours fériés.

## Toponymie
Successivement appelée Fordinetum en 1066, Fordinoi en 1198 et Fourdrinoy en 1284. Les anciens habitants disent encore « Fordrinoy ».
Le nom vient de la langue d'oïl fourderaine, soit « prunelle », avec le suffixe -oi, ce qui donne « ensemble de prunelliers ».

## Histoire
Lors de la guerre de Trente Ans, le village est ravagé en 1636 par les Espagnols.
Le village a été décoré de la Croix de guerre 1939-1945 le 11 novembre 1948 avec étoile de bronze.

## Politique et administration
| Période                                  | Période                      | Identité             | Étiquette | Qualité                        |
| ---------------------------------------- | ---------------------------- | -------------------- | --------- | ------------------------------ |
| Les données manquantes sont à compléter. |                              |                      |           |                                |
|                                          |                              | Albert Trouillet     |           |                                |
| Les données manquantes sont à compléter. |                              |                      |           |                                |
| avant 1988                               | 1989                         | Albert Boutellier    |           | Chef de la fanfare locale      |
| 1989                                     | 2001                         | Albert Néel          |           |                                |
| mars 2001                                | 2014                         | Bernadette Trouillet |           |                                |
| 2014                                     | En cours (au 8 octobre 2020) | Manuel Guillot       | SE        | Réélu pour le mandat 2020-2026 |

## Population et société

### Démographie
L'évolution du nombre d'habitants est connue à travers les recensements de la population effectués dans la commune depuis 1793. Pour les communes de moins de 10 000 habitants, une enquête de recensement portant sur toute la population est réalisée tous les cinq ans, les populations de référence des années intermédiaires étant quant à elles estimées par interpolation ou extrapolation. Pour la commune, le premier recensement exhaustif entrant dans le cadre du nouveau dispositif a été réalisé en 2004.

En 2022, la commune comptait 381 habitants, en évolution de −10,35 % par rapport à 2016 (Somme : −1,26 %, France hors Mayotte : +2,11 %).
| 1793 | 1800 | 1806 | 1821 | 1831 | 1836 | 1841 | 1846 | 1851 |
| ---- | ---- | ---- | ---- | ---- | ---- | ---- | ---- | ---- |
| 600  | 630  | 624  | 642  | 717  | 709  | 689  | 698  | 709  |

| 1856 | 1861 | 1866 | 1872 | 1876 | 1881 | 1886 | 1891 | 1896 |
| ---- | ---- | ---- | ---- | ---- | ---- | ---- | ---- | ---- |
| 687  | 661  | 645  | 567  | 550  | 499  | 482  | 470  | 457  |

| 1901 | 1906 | 1911 | 1921 | 1926 | 1931 | 1936 | 1946 | 1954 |
| ---- | ---- | ---- | ---- | ---- | ---- | ---- | ---- | ---- |
| 446  | 412  | 356  | 317  | 309  | 290  | 281  | 214  | 252  |

| 1962 | 1968 | 1975 | 1982 | 1990 | 1999 | 2004 | 2006 | 2009 |
| ---- | ---- | ---- | ---- | ---- | ---- | ---- | ---- | ---- |
| 257  | 268  | 276  | 340  | 334  | 326  | 349  | 351  | 339  |

| 2014 | 2019 | 2022 | - | - | - | - | - | - |
| ---- | ---- | ---- | - | - | - | - | - | - |
| 400  | 401  | 381  | - | - | - | - | - | - |

### Enseignement
Au sein d'un regroupement pédagogique, la commune est associée avec  Cavillon et Saisseval pour la scolarisation des élèves relevant de l'enseignement primaire, soit, en 2020, une quarantaine d'élèves.

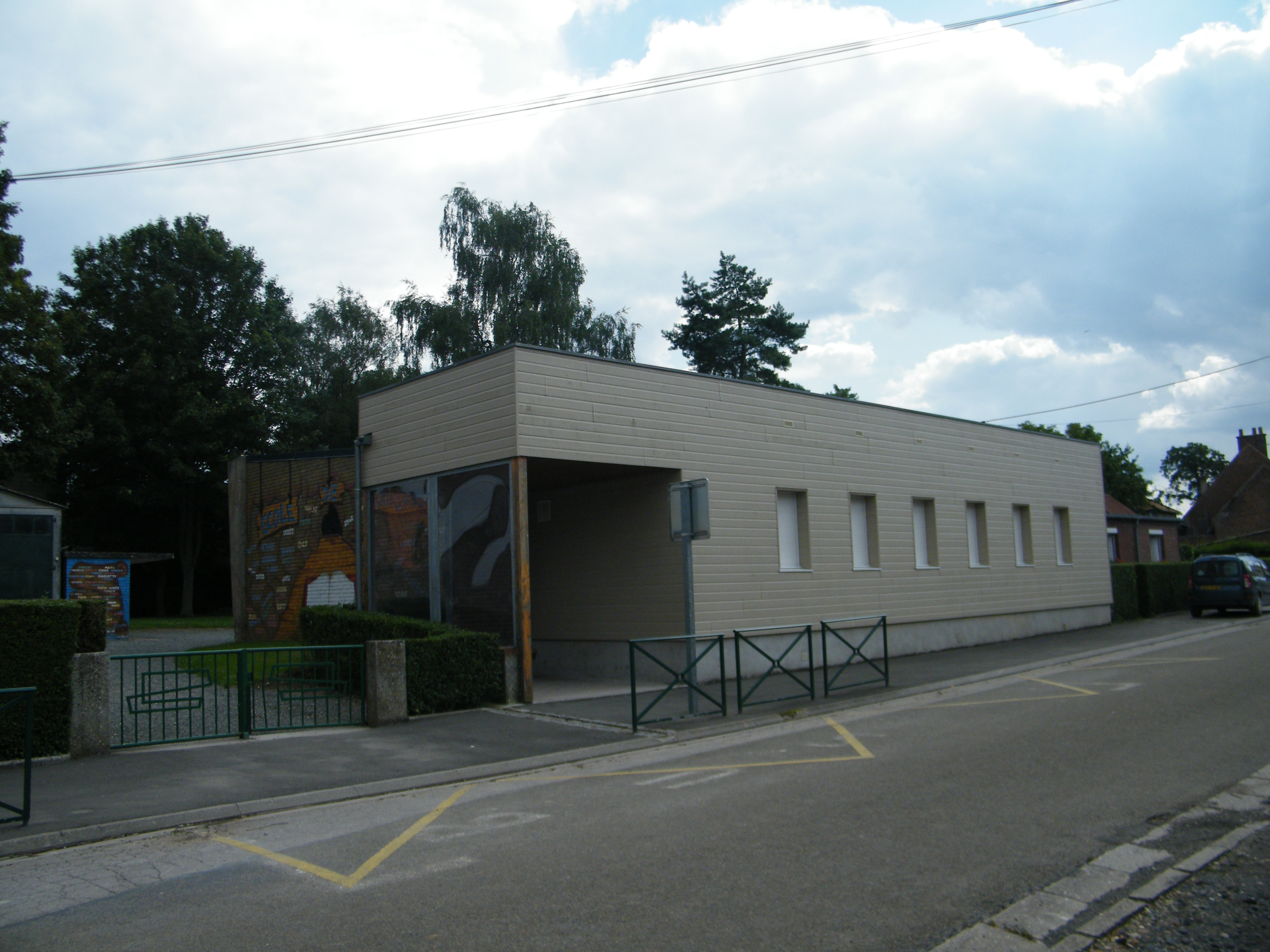
L'école.

### Sports
L'union sportive pongiste de Fourdrinoy accueille depuis les années 1990  une vingtaine de licenciés.

## Économie
L'activité économique de la commune est essentiellement tourné vers l'agriculture.

## Culture locale et patrimoine

### Lieux et monuments
- Église Saint-Jean-Baptiste. Elle contient un bas-relief de  saint Sébastien en plâtre, provenant de l'abbaye du Gard  Classé MH (1990), attribué à Jean-Baptiste Carpentier.

L'église Saint-Jean-Baptiste au début du XXe siècle et du XIXe siècle
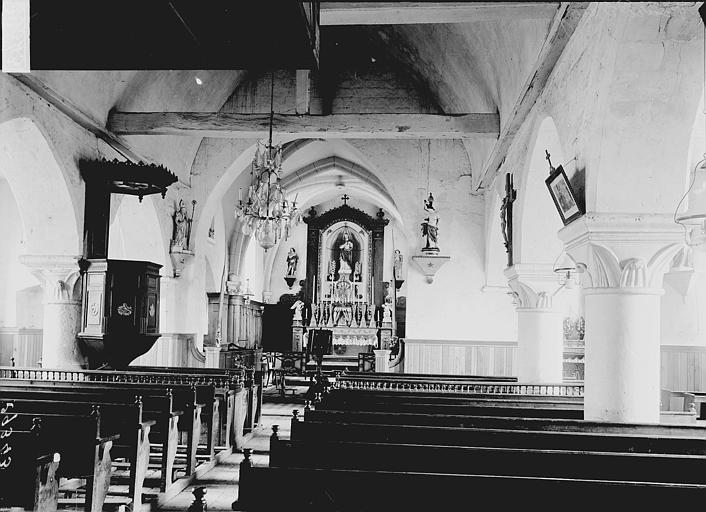
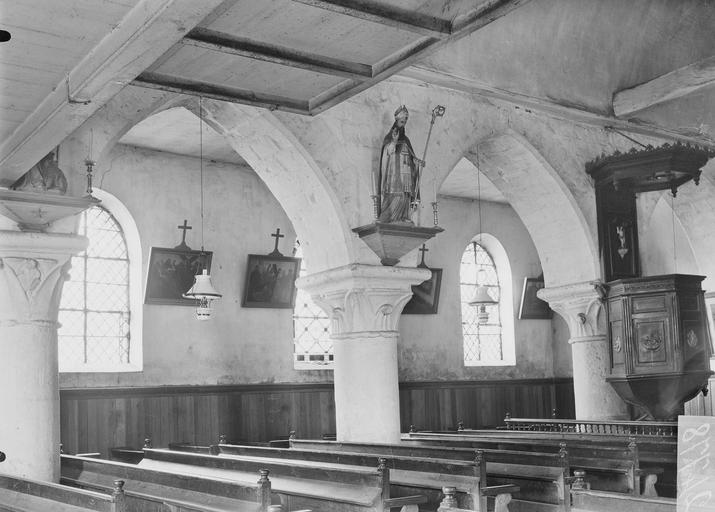
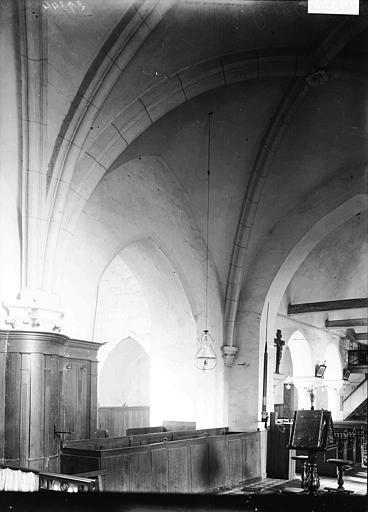
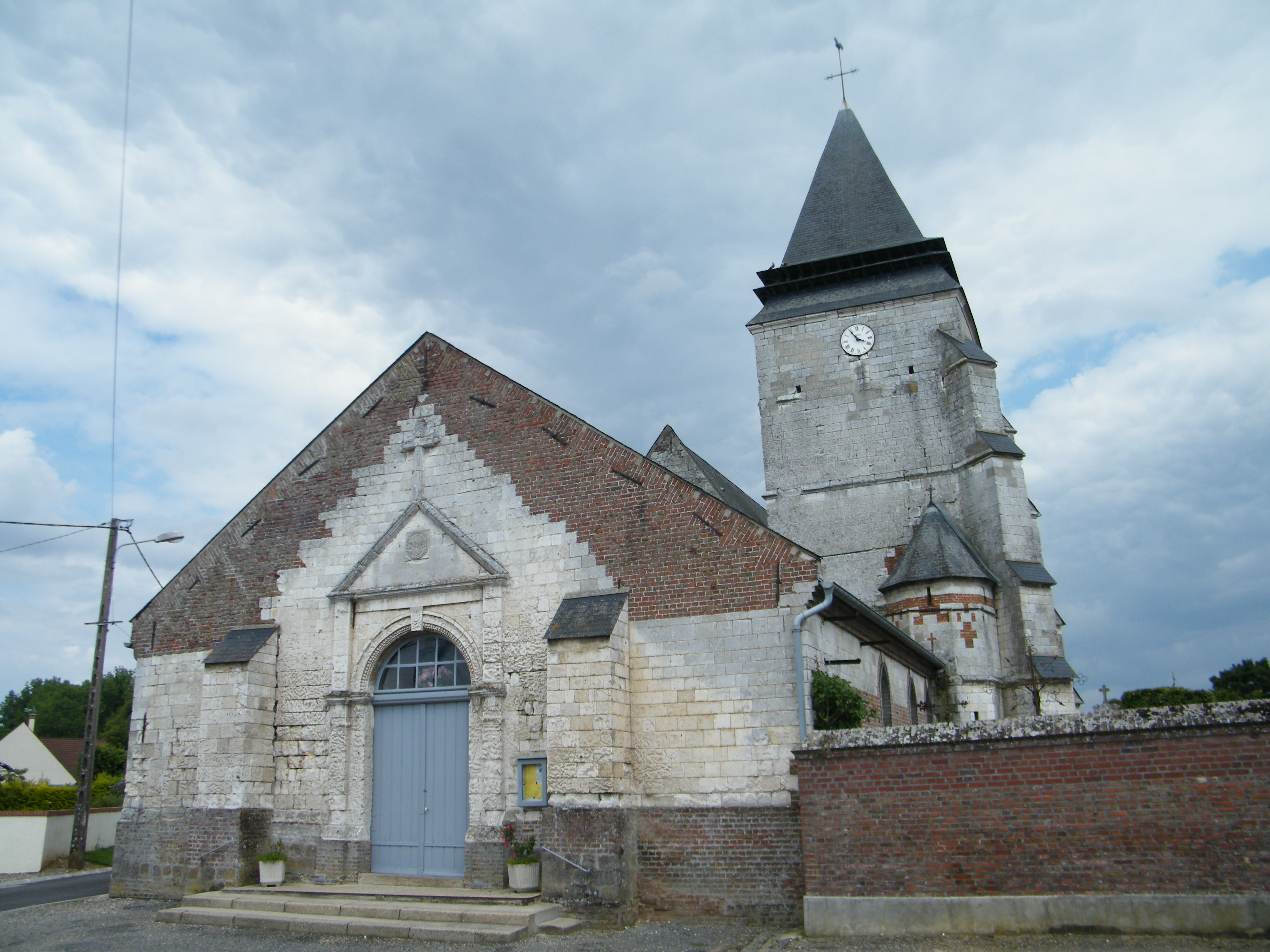
L'église en 2014

- Chapelle funéraire Saint-Honoré. Construite en 1910, elle est fermée de deux volets de forme ogivale[29].
- Monument aux morts[30].

### Personnalités liées à la commune
- Louis-Paul Maillard-Rollin (1747-?), homme politique né à Montdidier, maire de Montdidier, député de la Somme au Conseil des Cinq-Cents, puis maire de Fourdinoy.